# Europees kampioenschap zeilwagenrijden 1991
Het Europees kampioenschap zeilwagenrijden 1991 was een door de Internationale Vereniging voor Zeilwagensport (FISLY) georganiseerd kampioenschap voor zeilwagenracers. De 29e editie van het Europees kampioenschap vond plaats in het Franse Duinkerke.

## Uitslagen
| klasse     | Goud                  | Zilver                | Brons                  |
| ---------- | --------------------- | --------------------- | ---------------------- |
| Klasse 2   | Henri Demuysere       | Pascal Demuysere      | Serge Asseman          |
| Klasse 3   | Bertrand Lambert      | Hans Werner Eickstädt | Bruno Berry            |
| Klasse 5 ♂ | Mark White            | Michel Jacq           | Jean Philippe Krischer |
| Klasse 5 ♀ | Caroline Saint Venant | Paula Arnold          | Anne Lefebvre          |

1963 ·
1964 ·
1965 ·
1966 ·
1967 ·
1968 ·
1969 ·
1970 ·
1971 ·
1972 ·
1973 ·
1974 ·
1975 ·
1976 ·
1977 ·
1978 ·
1979 ·
1980 ·
1981 ·
1982 ·
1983 ·
1984 ·
1985 ·
1986 ·
1987 ·
1988 ·
1989 ·
1990 ·
1991 ·
1992 ·
1993 ·
1994 ·
1995 ·
1996 ·
1997 ·
1998 ·
1999 ·
2000 ·
2001 ·
2002 ·
2003 ·
2004 ·
2005 ·
2006 ·
2007 ·
2009 ·
2010 ·
2011 ·
2013 ·
2015 ·
2016 ·
2017 ·
2019 ·
2020 ·